# Dane (hrabstwo Dane)
Dane – wieś w Stanach Zjednoczonych, w stanie Wisconsin, w hrabstwie Dane.